# Júlio César Costa Lima
Julio Cesar Costa Lima (Fortaleza, 17 de maio de 1953) é um  economista e político brasileiro.
Foi um dos emancipadores da cidade de Maracanaú em 1983. Em 1984 foi eleito vereador da primeira legislatura do município. Em 1986 foi presidente da camara municipal.
Em 1988 foi eleito prefeito pelo MDB, em 1990 migra para o PSDB onde faz parceria com então governador da época Tasso Jereissati. Em 1992 faz seu sucessor a prefeitura, António Viana, que renuncia logo após e quem assumi é o vice Dionísio Brochado. Em 1994 é eleito deputado estadual.
Em 1996 é eleito novamente prefeito e reeleito em 2000. apesar de sua gestão ter sido responsável pela construção dos primeiros equipamentos do município, ele também sofreu duras criticas por ter sido um péssimo gestor, contribuindo no atraso do município em diferentes segmentos. Seu governo foi marcado por ter parentes na gestão, teve dois irmãos vereadores: Jorge e Ricardo Costa Lima. Além de indicar a esposa como secretária de ação social, na época. Mesmo em meio ao caos que foi sua gestão ele lança na eleição de 2004 como sua sucessora, a ex presidente da Câmara e vereadora Margareth Rose, que é derrotada pelo então deputado federal Roberto Pessoa que é eleito com votação esmagadora. sendo assim, encerra a era ''Júlio César'' ou "Julista'' como era chamada. 
Em 2006 ele foi novamente eleito deputado estadual do Ceara.  Em 2010 tentou se reeleger deputado, mais foi impedido pela lei da ficha limpa. Na ocasião lançou o filho Júlio César Filho, pelo extinto PTN, após fusão passa a ser o Podemos.
Em 3 de Setembro 2003 Júlio foi julgado pelo Tribunal Regional Eleitoral por 11 irregularidades cometidas na campanha, as principais são doação de material de construção, desportivo e óculos, concessão e admissão de cargos públicos para campanha, ele continuou na prefeitura por seis votos a zero.
Foi presidente do Instituto de desenvolvimento das cidades e do Metrofor. É casado com a ex deputada estadual, Meire Costa Lima. É pai do Médico, Tiago Costa Lima, do Académico, Pedro Neto e do deputado Júlio Filho.
Em 2024 o PT não aprova a pré candidatura de seu filho, o deputado Julinho. após 20 anos como oposição, ele e o proprio Julinho passa a apoiar a reeleição do prefeito Roberto Pessoa. Júlio César consegue se reeleger vereador pelo PSD com 2021 voto, ficando na última colocação e se tornando da base aliada da situação.